# Gérard Magnin
 (septembre 2022).
Si vous disposez d'ouvrages ou d'articles de référence ou si vous connaissez des sites web de qualité traitant du thème abordé ici, merci de compléter l'article en donnant les références utiles à sa vérifiabilité et en les liant à la section « Notes et références ».
Gérard Magnin est né en France en 1951. Son parcours a été essentiellement marqué par son implication dans la transition énergétique, en un temps où le terme n'existait pas encore[pas clair]...

## La Transition Énergétique au coeur
Après un parcours universitaire en électrotechnique à Belfort, puis en Sciences économiques et Sciences politiques à Besançon puis à Lyon, il a enseigné les Sciences économiques et sociales de 1977 à 1985 à Pontarlier.
De 1985 à 1995 il a été Délégué régional de l’ADEME (Agence de l’environnement et de la maîtrise de l’énergie) pour la région de Franche-Comté.
Gérard Magnin a fondé dès 1990 le réseau de villes européennes Energy Cities dont il a été le Délégué général de 1994 à 2014. Energy Cities est l'Association européenne des villes en transition énergétique. Elle représente aujourd'hui 1 000 autorités locales de 30 pays européens. Energy Cities emploie une équipe internationale de 24 personnes basées à Besançon (siège), Bruxelles et Lviv (Ukraine). Cette activité lui a permis de rencontrer de très nombreux responsables de villes de tous les pays européens et de coopérer étroitement avec les institutions européennes.
Passionné par l’innovation sociale, Gérard Magnin a consacré l'essentiel de sa vie professionnelle aux processus de transition énergétique: efficacité énergétique, énergies renouvelables et de récupération décentralisées, en relation avec les responsabilités des autorités locales, des acteurs économiques locaux et des citoyens, engagés dans la dynamisation des économies locales. Il souligne que les innovations majeures de la période récente (production décentralisée, performance des bâtiments, mobilité, économie circulaire, réseaux, coopératives, mariage du numérique et de l'énergie, etc.) sont très majoritairement   venues du terrain. Il considère que la mise en réseau des expériences et de leurs responsables est un puissant facteur de changement, le concept de réseau préfigurant de nouvelles formes d'organisation de la société, y compris dans le domaine énergétique.
Selon lui, les objectifs internationaux en matière d'énergie-climat, dont ceux de l’Union européenne comme de tout pays ne peuvent être atteints qu'avec l’implication forte des autorités locales et régionales, engagées avec les niveaux nationaux et européen dans une dynamique multi-niveaux et multi-acteurs, incluant les citoyens comme les entreprises.  C'est pourquoi il a été particulièrement actif dans la promotion et le développement de la Convention des Maires, initiative dans laquelle plus de7 000 maires de 50 pays européens sont volontairement engagés sur les objectifs de l'Union européenne, et au-delà dans l'ensemble du Monde depuis 2017, au travers de la Global Covenant of Mayors.
Il est l'auteur de nombreux articles sur le rôle et les actions des autorités locales dans la transition énergétique. Il avait été depuis 1999 l'un des artisans du succès des Assises Nationales de l'Énergie des Collectivités Territoriales qui réunit encore chaque année 2 à 3000 participants sur trois journées .

## Autres
Gérard Magnin a été membre du Groupe d'experts du Débat national sur la Transition énergétique (2013). Il est impliqué dans plusieurs associations de promotion d'initiatives locales et coopératives dans le domaine des énergies renouvelables.
Il a siégé au Conseil Economique, Social et Environnemental  de Bourgogne - Franche-Comté de 2013 à 2017.
En novembre 2014, sur proposition de l'État, Gérard Magnin intègre le Conseil d'Administration d'EDF, dont il démissionne le 28 juillet 2016 pour cause de divergence d'opinion sur le projet d'investissement nucléaire à Hinkley Point (Royaume-Uni) et la stratégie vis-à-vis de la transition énergétique.
Gérard Magnin a présidé de 2016 à 2021 une société coopérative d'intérêt collectif (SCIC) pour le financement citoyen de projets territoriaux d'énergies renouvelables établie en Bourgogne Franche-Comté et qui porte le nom de Jurascic Energies Renouvelables Citoyennes. À ce titre, il a été administrateur de la Société d'Économie Mixte (SEM) Energies Renouvelables Citoyenne, créée dans la même région en décembre 2016.
Il est Chevalier de la Légion d'Honneur.